# NGC 5698
NGC 5698 (другие обозначения — UGC 9419, MCG 7-30-38, ZWG 220.37, IRAS14352+3840, PGC 52251) — спиральная галактика с перемычкой (SBb) в созвездии Волопас.
Этот объект входит в число перечисленных в оригинальной редакции «Нового общего каталога».
2 апреля 2005 года в галактике была зарегистрирована вспышка сверхновой SN 2005bc.